# Олому, Принс
Принс Уилсон Олому (англ. Prince Wilson Olomu; родился 24 декабря 1986 года, Майдугури, Борно, Нигерия) — нигерийский футболист, атакующий полузащитник.

## Карьера
Карьеру начал в клубе «Эль-Канеми Уоррирорз» из родного города, затем перешёл в самый успешный клуб страны первой половины 2000-х «Эньимба». В 2006 году присоединился к клубу южноафриканского Первого дивизиона «Фри Стэйт Старс». В первом же сезоне с командой завоевал повышение, выиграв чемпионат. После возвращения в Премьер-лигу помог клубу занять пятое место, а на следующий год — четвёртое. В 2009 году перешёл в «Блумфонтейн Селтик», который в минувшем сезоне смог избежать плей-офф за право сохранения прописки лишь по разнице мячей. Однако в сезоне 2009/10 клуб занял шестое место, а Олому забил 13 мячей, став вторым лучшим бомбардиром чемпионата (после Катлехо Мпелы) и забив более трети мячей своей команды. Это оказался единовременный успех, поскольку в следующем сезоне игрок забил всего один гол. 2 февраля 2011 года провёл свою 100-ю игру в Премьер-лиге. Летом того же года присоединился к «Марицбург Юнайтед» и также не показал бомбардирских качеств. Через год перешёл в клуб из подвала таблицы Первого дивизиона «Сивутса Старс», где и завершил карьеру.

## Стиль игры
Выступал на позиции атакующего полузащитника, умело открывался за спины защитников, мог вести борьбу на втором этаже.

## Достижения
«Фри Стэйт Старс»
- Победитель Первого дивизиона: 2006/07[англ.]